# Saison 5 de Modern Family
Chronologie
Saison 4 Saison 6
Cet article présente la liste des épisodes de la cinquième saison de la série télévisée américaine Modern Family.

## Généralités
- Aux États-Unis, cette saison a été diffusée du 25 septembre 2013 au 21 mai 2014 sur le réseau ABC.
- Au Canada, elle est diffusée en simultané sur Citytv.
- La série a été renouvelée pour une saison 6 par ABC

## Synopsis de la saison
La saison s'articule majoritairement sur le futur mariage de Mitchell et de Cameron ainsi que sur Haley, diplômée du lycée, mais renvoyée de l'université. Parmi les autres arcs, l'on peut trouver Claire travaillant désormais avec son père Jay et Luke et Manny entrant au lycée pendant que Cameron se trouve un nouvel emploi. La famille voyage à deux reprises, une à Las Vegas et l'autre en Australie.

## Distribution

### Acteurs principaux
- Ed O'Neill (VF : Michel Dodane) : Jay Pritchett
- Julie Bowen (VF : Gaëlle Savary) : Claire Dunphy
- Ty Burrell (VF : Loïc Houdré) : Phil Dunphy
- Sofía Vergara (VF : Sophie Riffont) : Gloria Delgado-Pritchett
- Jesse Tyler Ferguson (VF : Jérôme Berthoud) : Mitchell Pritchett
- Eric Stonestreet (VF : Daniel-Jean Colloredo) : Cameron Tucker
- Sarah Hyland (VF : Alexia Papineschi)  : Haley Dunphy (sauf épisode 18)
- Nolan Gould (VF : Henri Bungert) : Luke Dunphy (sauf épisodes 13 et 18)
- Ariel Winter (VF : Léopoldine Serre) : Alex Dunphy (sauf épisodes 13 et 18)
- Rico Rodriguez (VF : Antoine Fonck) : Manny Delgado (sauf épisodes 16 et 18)
- Aubrey Anderson-Emmons (en) (VF : Lana Ropion) : Lily Pritchett Tucker (sauf épisodes 13 et 18)

### Acteurs récurrents et invités
- Adam DeVine (VF : Fabrice Trojani) : Andy[1]
- Dana Powell (VF : Brigitte Aubry) : Pam, sœur de Cam[2]
- Jesse Eisenberg (VF : Donald Reignoux) : Asher[3]
- Jane Krakowski (VF : Véronique Alycia) : Dr Donna[3]
- John Benjamin Hickey : Dr Clark[3]
- Aisha Tyler : Wendy[4]
- Fred Armisen : Langham[5]
- Patton Oswalt : Ducky Schindler[5]
- Stephen Merchant : Stevens[6]
- Will Sasso (VF : Jean-François Aupied) : Señor Kaplan
- Christian Barillas (VF : Vincent de Bouard) : RRonaldo

## Épisodes

### Épisode 1:Soudain, l'été dernier
- États-Unis /  Canada : 25 septembre 2013 sur ABC[7] / Citytv
- Belgique : 31 décembre 2014 sur Be Séries
- France : 12 février 2015 sur M6
- Suisse : 24 mai 2015 sur RTS Un

- États-Unis : 11,68 millions de téléspectateurs[8] (première diffusion)

- Lauren Pritchard (waitress)
- Courtney Grosbeck (Carly)
- Jill Matson-Sachoff (Kate, la mère de Carly)
- Phil Young (man)

### Épisode 2:La Rentrée pour tous
- États-Unis /  Canada : 25 septembre 2013 sur ABC / Citytv
- Belgique : 31 décembre 2014 sur Be Séries
- France : 12 février 2015 sur M6
- Suisse : 24 mai 2015 sur RTS Un

- États-Unis : 11,68 millions de téléspectateurs[8] (première diffusion)

- Justin Kirk (Charlie Bingham)
- J.P. Manoux (Todd)
- Andrew Daly (Principal Brown)
- David Haydn-Jones (director)
- Mitchell Edmonds (Albert)
- Nicholas Hormann (Roy)
- Craig Welzbacher (office worker)
- Marsha Kramer (Margaret)
- Evan Hofer (big guy)
- Kenny Ridwan (student)
- Zachary Mitchell (Tyler)
- Caleb Thomas (freshman boy)

### Épisode 3:La Femme de Larry
- États-Unis /  Canada : 2 octobre 2013 sur ABC / Citytv
- Belgique : 31 décembre 2014 sur Be Séries
- France : 13 février 2015 sur M6
- Suisse : 31 mai 2015 sur RTS Un

- États-Unis : 11,12 millions de téléspectateurs[9] (première diffusion)

- Reid Ewing (Dylan)
- Amy Yasbeck (Lorraine)
- Diane Farr (Diane)
- Spenser McNeil (Reuben)
- John McLean Allan (Angus)
- Efrain Figueroa (Father Marquez)
- Austin Michael Coleman (Matt)
- Michael Chey (Fred)
- Tyler Ritter (Randall)
- Zayne Emory (Terry)
- Beckett Konstantine (Tyler)
- Stacie Greenwell (Veronica)

### Épisode 4:Le Char de gouttière
- États-Unis /  Canada : 9 octobre 2013 sur ABC / Citytv
- Belgique : 7 janvier 2015 sur Be Séries
- France : 13 février 2015 sur M6
- Suisse : 31 mai 2015 sur RTS Un

- États-Unis : 10,64 millions de téléspectateurs[10] (première diffusion)

- Dana Powell (Pam)
- Maia Madison (Jill)

### Épisode 5:En retard, en retard...
- États-Unis /  Canada : 16 octobre 2013 sur ABC / Citytv
- Belgique : 7 janvier 2015 sur Be Séries
- France : 16 février 2015 sur M6
- Suisse : 7 juin 2015 sur RTS Un

- États-Unis : 10,94 millions de téléspectateurs[11] (première diffusion)

- Jessalyn Wanlim (Fiona)

### Épisode 6:Aide à domicile
- États-Unis /  Canada : 23 octobre 2013 sur ABC / Citytv
- Belgique : 7 janvier 2015 sur Be Séries
- France : 16 février 2015 sur M6
- Suisse : 7 juin 2015 sur RTS Un

- États-Unis : 10,32 millions de téléspectateurs[12] (première diffusion)

- Nathan Lane (Pepper Saltzman)
- Fred Willard (Frank Dunphy)
- Adam DeVine (Andy)
- Christian Barillas (Ronaldo)
- Peri Gilpin (Jeannie)
- Catherine Christensen (Joan)
- Makeli Leonard (Little Girl)
- Renee Albert (Marcy)
- Gretchen German (Kathy)

### Épisode 7:La Brigade de la kermesse
- États-Unis /  Canada : 13 novembre 2013 sur ABC / Citytv
- Belgique : 14 janvier 2015 sur Be Séries
- France : 17 février 2015 sur M6
- Suisse : 14 juin 2015 sur RTS Un

- États-Unis : 10,75 millions de téléspectateurs[13] (première diffusion)

- Adam DeVine (Andy)
- Jordan Peele (Derrick)
- Madison McLaughlin (Sienna)
- Dylan R. Snyder (Neal)
- Ethan Webb (Kid)
- Darin Toonder (Lead Guitarist)
- Rick Cowling (Harold)
- Sean Carrigan (John)
- Khamani Griffin (Davis)
- Bon Ogle (Booth Operator)

### Épisode 8:Des squelettes dans le placard
- États-Unis /  Canada : 20 novembre 2013 sur ABC / Citytv
- Belgique : 14 janvier 2015 sur Be Séries
- France : 17 février 2015 sur M6
- Suisse : 14 juin 2015 sur RTS Un

- États-Unis : 10,19 millions de téléspectateurs[14] (première diffusion)

- Fred Willard (Frank Dunphy)
- Celia Weston (Barb Tucker)
- Ron Ostrow (Man)
- Randee Heller (Rita)
- Tracey A. Leigh (Bartender)
- Ann Morgan Guilbert (Grams)
- August Roads (Chuck)

### Épisode 9:Une attitude positive
- États-Unis /  Canada : 4 décembre 2013 sur ABC / Citytv
- Belgique : 14 janvier 2015 sur Be Séries
- France : 18 février 2015 sur M6
- Suisse : 21 juin 2015 sur RTS Un

- États-Unis : 9,47 millions de téléspectateurs[15] (première diffusion)

- Justin Kirk (Charlie Bingham)
- Philip Anthony-Rodriguez (Tim)
- Zachary Conneen (Miller)
- Shannon McClung (Ref)
- Kate Steele (Carol)
- John Gloria (John)
- Reid Ewing (Dylan)
- Megan Goodman (Sophomore Girl)
- Sara Amini (Teacher)
- Khamani Griffin (Davis)
- William Leon (Student #1)
- Michele Panu (Student #2)

### Épisode 10:Mon Beau Sapin
- États-Unis /  Canada : 11 décembre 2013 sur ABC / Citytv
- Belgique : 21 janvier 2015 sur Be Séries
- France : 18 février 2015 sur M6
- Suisse : 21 juin 2015 sur RTS Un

- États-Unis : 10,61 millions de téléspectateurs [16] (première diffusion)

- Elizabeth Peña (Pilar, mère de Gloria)
- Reid Ewing (Dylan)

### Épisode 11:L'Âge de raison
- États-Unis /  Canada : 8 janvier 2014 sur ABC[17] / Citytv
- Belgique : 21 janvier 2015 sur Be Séries
- France : 19 février 2015 sur M6
- Suisse : 28 juin 2015 sur RTS Un

- États-Unis : 9,51 millions de téléspectateurs[18] (première diffusion)

- Adam DeVine (Andy)
- Alisha Boe (Tracy)
- Ariela Barer (Sophie)
- Rick Fitts (Desk Sergeant)
- Sam Vance (Policeman)
- Matt Crabtree (Mr. Quigley)
- Pierce Wallace (Joe)

### Épisode 12:Les Portes ouvertes
- États-Unis /  Canada : 15 janvier 2014 sur ABC / Citytv
- Belgique : 21 janvier 2015 sur Be Séries
- France : 19 février 2015 sur M6
- Suisse : 28 juin 2015 sur RTS Un

- États-Unis : 9,14 millions de téléspectateurs[19] (première diffusion)

- Jesse Eisenberg (Asher)
- Jane Krakowski (Dr Donna Duncan)
- James Gleason (Mr. Ingram)
- Andrew Daly (Principal Brown)
- John Benjamin Hickey (Dr Clark)
- Grace Rowe (Mrs. Bay)
- Anjali Bhimani (Nina Patel)
- Nike Doukas (Mrs. Nuttle)
- Baldeep Singh (Dad)
- Chelsea Summer (Piper)
- Brooke Star (Zoe)

Alors que le communiqué de presse mentionnait que Mitchell et Cameron rencontraient leur nouveau voisin, seul Mitch fait sa connaissance.

### Épisode 13:Trois dîners presque parfaits
- États-Unis /  Canada : 22 janvier 2014 sur ABC / Citytv
- Belgique : 28 janvier 2015 sur Be Séries
- France : 23 février 2015 sur M6
- Suisse : 5 juillet 2015 sur RTS Un

- États-Unis : 9,59 millions de téléspectateurs[20] (première diffusion)

- Chazz Palminteri (Shorty)
- Jennifer Tilly (Darlene)
- Tony Cavalero (Brian)
- Eddie McClintock (Brandon)
- Leslie Grossman (Katie)

### Épisode 14:Espionnage à tous les étages
- États-Unis /  Canada : 5 février 2014 sur ABC / Citytv
- Belgique : 28 janvier 2015 sur Be Séries
- France : 23 février 2015 sur M6
- Suisse : 5 juillet 2015 sur RTS Un

- États-Unis : 9,87 millions de téléspectateurs[21] (première diffusion)

- Noah Weisberg (Brett)
- Troy Vincent (Mr. Powers)
- Sebastian Schier (Xander)
- Arden Belle (Rhonda)

### Épisode 15:Chercher les poux
- États-Unis /  Canada : 26 février 2014 sur ABC / Citytv
- Belgique : 28 janvier 2015 sur Be Séries
- France : 24 février 2015 sur M6
- Suisse : 12 juillet 2015 sur RTS Un

- États-Unis : 8,52 millions de téléspectateurs[23] (première diffusion)

- Rob Riggle (Gil Thorpe)
- John Heard (Gunther Thorpe)
- Edith Fields (Elderly Woman)
- Jake Hendrickson (Another Kid aka Giggles)
- Sonari Jo (Kid aka Mumbles)
- Austin Michael Coleman (Yet Another Kid)
- Rib Hillis (Jim Perlowe)
- Rachel Axelrod (Mom #1)
- Alyssa Preston (Frumpy-Looking Mom)
- Rider Joe Bucaro (Gil Jr.)
- Chloe O'Shannon (Waitress)
- Chelsea Harris (Receptionist)
- Zachary Conneen (Miller)

### Épisode 16:Une journée pleine de promesses
- États-Unis /  Canada : 5 mars 2014 sur ABC / Citytv
- Belgique : 4 février 2015 sur Be Séries
- France : 24 février 2015 sur M6
- Suisse : 12 juillet 2015 sur RTS Un

- États-Unis : 9,22 millions de téléspectateurs[24] (première diffusion)

- Aisha Tyler (Wendy)
- Jelena Nik (Helen)
- Joe Wengert (Elliot)
- Paolo Andino (Dan)
- Joey Luthman (Drew)
- Arden Belle (Rhonda)
- Alyson Reed (Angela)
- Will Sasso (Senor Kaplan)
- Jared Goldstein (Rex)
- Marc Evan Jackson (Tad)
- Jon Levenson (Lawrence)
- Rhasaan Orange (M.C. on Stage)

### Épisode 17:Les Enfants des autres
- États-Unis /  Canada : 12 mars 2014 sur ABC / Citytv
- Belgique : 4 février 2015 sur Be Séries
- France : 25 février 2015 sur M6
- Suisse : 19 juillet 2015 sur RTS Un

- États-Unis : 9,39 millions de téléspectateurs[25] (première diffusion)

- Adam DeVine (Andy)
- Alicia Martino (Museum Employee)
- Adam Hagenbuch (Scott)

### Épisode 18:Les Petits Plaisirs de Las Vegas
- États-Unis /  Canada : 26 mars 2014 sur ABC / Citytv
- Belgique : 4 février 2015 sur Be Séries
- France : 25 février 2015 sur M6
- Suisse : 19 juillet 2015 sur RTS Un

- États-Unis : 10,09 millions de téléspectateurs[26] (première diffusion)

- Fred Armisen (Langham)
- Jeffrey Nicholas Brown (Tim)
- Stephen Merchant (Stevens)
- Nikki Gigiorgio (Masseuse #1)
- Ivy Lee (Masseuse #2)
- Terrell Lee (Security Guard)
- Patton Oswalt (Ducky Schindler)
- Elaine Carroll (Deb)
- Glenn Aldrich (Croupier)
- Michelle McCoy (Jessica)
- Dominic Calandra (Harry)
- Kim Renee (Blackjack Dealer)
- Ray Laska (Burt)
- Ed Alonzo (Kaiser Mayhem)

### Épisode 19:L'Amour propre
- États-Unis /  Canada : 2 avril 2014 sur ABC / Citytv
- Belgique : 11 février 2015 sur Be Séries
- France : 26 février 2015 sur M6
- Suisse : 26 juillet 2015 sur RTS Un

- États-Unis : 9,00 millions de téléspectateurs[27] (première diffusion)

- Elena Campbell-Martinez (Rita)
- Nate Smith (Blake)
- Zilah Mendoza (Luisa)
- Soledad St. Hilaire (Anna)
- Cameron Protzman (Kristy)
- Karolin Luna (Tina)

### Épisode 20:Crocodile Dunphy
- États-Unis /  Canada : 23 avril 2014 sur ABC / Citytv
- Belgique : 11 février 2015 sur Be Séries
- France : 26 février 2015 sur M6
- Suisse : 26 juillet 2015 sur RTS Un

- États-Unis : 9,59 millions de téléspectateurs[29] (première diffusion)
- Canada : 1,179 million de téléspectateurs[30] (première diffusion + différé 7 jours)

- Rhys Darby (Fergus)
- Zack Tyerman (Lifeguard)
- Kirstie Hutton (Woman Fan)
- Marissa Wynne (Erica (Bondi Babe))
- Steve Cox (Cab Driver)
- Ray Blackett (Tough Biker)
- Peter Phelps (Wise Australian)
- Mark Coles Smith (Koora)
- Jye Williams (Hot Aussie Guy)

### Épisode 21:Photo de famille
- États-Unis /  Canada : 30 avril 2014 sur ABC / Citytv
- Belgique : 11 février 2015 sur Be Séries
- France : 27 février 2015 sur M6
- Suisse : 2 août 2015 sur RTS Un

- États-Unis : 8,39 millions de téléspectateurs[31] (première diffusion)

- Rod McLachlan (Fred)
- Jonathan Runyon (Keith)

### Épisode 22:Message reçu
- États-Unis /  Canada : 7 mai 2014 sur ABC / Citytv
- Belgique : 18 février 2015 sur Be Séries
- France : 27 février 2015 sur M6
- Suisse : 2 août 2015 sur RTS Un

- États-Unis : 8,55 millions de téléspectateurs[32] (première diffusion)

- Cameron Watson (Appraiser)
- Mark Proksch (Coleman)

### Épisode 23:Le Mariage, première partie
- États-Unis /  Canada : 14 mai 2014 sur ABC / Citytv
- Belgique : 18 février 2015 sur Be Séries
- France : 2 mars 2015 sur M6
- Suisse : 9 août 2015 sur RTS Un

- États-Unis : 9,08 millions de téléspectateurs[33] (première diffusion)

- Nathan Lane (Pepper Saltzman)
- Elizabeth Banks (Sal)
- Christian Barillas (Ronaldo)
- Barry Corbin (Merle Tucker)
- Celia Weston (Barb Tucker)
- Adam DeVine (Andy)
- Matt Riedy (Howard)
- Tony Pasqualini (Larry)
- Steve Hytner (Todd)
- Michael Rupnow (Eddie)
- Jeryl Prescott Sales (Woman)
- Jeremiah Birkett (Fire Marshall)

### Épisode 24:Le Mariage, deuxième partie
- États-Unis /  Canada : 21 mai 2014 sur ABC[34] / Citytv
- Belgique : 18 février 2015 sur Be Séries
- France : 2 mars 2015 sur M6
- Suisse : 9 août 2015 sur RTS Un

- États-Unis : 10,45 millions de téléspectateurs[35] (première diffusion)
- Canada : 1,007 million de téléspectateurs[36] (première diffusion + différé 7 jours)

- Adam DeVine (Andy)
- Nathan Lane (Pepper Saltzman)
- Elizabeth Banks (Sal)
- Christian Barillas (Ronaldo)
- Barry Corbin (Merle Tucker)
- Celia Weston (Barb Tucker)
- Kevin Daniels (Longinus)
- Michael Rupnow (Eddie)
- Rodriguez Rojas (Stefan)
- Colin Hanlon (Steven)
- Jeremiah Birkett (Fire Marshall)
- Dana Powell (Pameron)
- Tim True (Mr. Lucas)
- Matt Riedy (Howard)
- Deepak Ramapriyan (Cellist)